# Deputazione di Storia Patria per le Venezie
Die Deputazione di Storia Patria per le Venezie ist eine geschichtswissenschaftliche Vereinigung in Venedig mit Sitz in der Calle del Tintor im Sestiere Santa Croce. Sie besteht seit 1873 und ist eine der fast in jeder Provinz Italiens existierenden Gesellschaften dieser Art. Präsident ist Piero Del Negro.

## Aufgaben
Ihre Aufgabe besteht seither darin, das Studium der Geschichte der Regionen Veneto, Trentino-Südtirol, Giulia (Friuli-Venezia-Giulia) und der adriatischen Gebiete voranzutreiben. Hinzu kommen für die Geschichte der Republik Venedig alle Orte und Gebiete, die bis 1797, also bis zum Ende der Republik, unter venezianischer Herrschaft standen, insbesondere ihr Kolonialreich.

## Mitglieder
Die Deputazione setzt sich aus 50 Mitgliedern zusammen (soci effettivi), hinzu kommt eine nicht durch die Satzung begrenzte Zahl von Ehren- und korrespondierenden Mitgliedern, die außerhalb der Region Veneto leben; des Weiteren bis zu 80 korrespondierende Mitglieder innerhalb der Region. Die Gesamtzahl ist dabei auf maximal 200 Mitglieder begrenzt. Präsident war Federico Seneca, ihm folgte Gherardo Ortalli, Sekretär war Prof. Mario De Biasi, ihm folgte Federico Pigozzo.

## Hauptsitz
Der Hauptsitz befand sich von Anfang an in Venedig, seit 1981 befindet er sich in einem Palast des 17. Jahrhunderts am Campo San Giacomo dall'Orio, unweit des Staatsarchivs in der Calle del Tintor. Die jedes Jahr im Herbst abgehaltene Versammlung findet allerdings an wechselnden Orten statt.
Die Bibliothek des Hauses umfasst rund 20.000 Titel, davon stammen 63 aus dem 16. und 218 aus dem 17. Jahrhundert, dazu eine Reihe laufender Zeitschriften.

## Veröffentlichungen
Die Gesellschaft veröffentlicht halbjährlich das Archivio Veneto, das seit 1871 herausgegeben wird.
Hinzu kommt die Sammlung der Monumenti, die sich mehr den Quellen widmet. Sie besteht aus drei Serien (Documenti, Statuti und Cronache e diarii) und einer Neuen Serie (Nuova serie).
Die Collezione Miscellanea bietet fünf Serien. Außerhalb dieser Reihen erschienen u. a. Werke zum Institut selbst.